# Casiguran
Casiguran (Bayan ng Casiguran) är en kommun i Filippinerna. Kommunen ligger på ön Luzon, och tillhör provinsen Sorsogon. Folkmängden uppgår till 32 842 invånare år 2015.

## Barangayer
Casiguran är indelat i 25 barangayer.
| - Adovis (Pob.) - Boton - Burgos - Casay - Cawit - Central (Pob.) - Colambis - Escuala - Cogon - Inlagadian - Lungib - Mabini - Ponong | - Rizal - San Antonio (Boho) - San Isidro - San Juan - San Pascual - Santa Cruz - Somal-ot (Pob.) - Tigbao - Timbayog (Pob.) - Tiris - Trece Martirez - Tulay |